# 農林漁業金融公庫
日本において、農林漁業金融公庫（のうりんぎょぎょうきんゆうこうこ、Agriculture Forestry and Fisheries Finance Corporation）は、2008年10月1日まで存在した、農林漁業金融公庫法に基づく農林水産省・財務省所管の特殊法人・政策金融機関である。

## 概要
- 本店：東京都千代田区大手町1-9-3 公庫ビル
- 支店：全国の主要都市に22支店
- 設立：1953年4月1日
- 資本金：3,116億円(平成17年3月末、政府全額出資)
- 役職員数：929人(平成17年3月末)
- 融資等残高：3兆2,699億円(平成17年3月末)

## 業務内容
農林漁業の生産力の維持増進に必要な長期かつ低利の資金を農林漁業者に、食料の安定供給の確保に必要な長期かつ低利の資金を食品産業事業者に融通する。

## 政策金融改革の経緯
以下のプロセスを経て、新たに設置される株式会社日本政策金融公庫への統合が決定された。
- 2002年（平成14年）12月13日、経済財政諮問会議は「政策金融改革について」を決定。
- 2005年（平成17年）11月29日、経済財政諮問会議は「政策金融改革の基本方針」を決定。
- 2005年（平成17年）12月24日、「行政改革の重要方針」を閣議決定。
- 2006年（平成18年）6月2日、「簡素で効率的な政府を実現するための行政改革の推進に関する法律」（平成18年法律第47号）が公布・施行。
- 2006年（平成18年）6月27日、政策金融改革推進本部・行政改革推進本部の合同会議は「政策金融改革に係る制度設計」を決定。
- 2007年（平成19年）2月27日、「株式会社日本政策金融公庫法案」及び「株式会社日本政策金融公庫法の施行に伴う関係法律の整備に関する法律案」を閣議決定し、同日国会に提出。
- 2007年（平成19年）5月25日、「株式会社日本政策金融公庫法」（平成19年法律第57号）が公布。

新会社への統合の内容
- 農林漁業金融公庫は、2008年（平成20年）10月1日に解散し、同日付をもって設立される株式会社日本政策金融公庫に統合する。
- 同日付で、国民生活金融公庫、中小企業金融公庫も解散し、新会社に統合する。
- 農林漁業金融公庫の業務は、株式会社日本政策金融公庫に承継させる。ただし、農林漁業者に対する長期かつ低利の資金の貸付けは、資本市場からの調達が困難な資金の貸付けに限定するものとし、食品製造等の事業を営む者に対する貸付けは、中小企業者に対する償還期間が10年を超える資金の貸付けに限定するものとする。